# Motya melanographa
Motya melanographa är en fjärilsart som beskrevs av George Francis Hampson 1912. Motya melanographa ingår i släktet Motya och familjen trågspinnare. Inga underarter finns listade i Catalogue of Life.